# Carville-Pot-de-Fer
Carville-Pot-de-Fer – miejscowość i gmina we Francji, w regionie Normandia, w departamencie Sekwana Nadmorska.
Według danych na rok 1990 gminę zamieszkiwało 113 osób, a gęstość zaludnienia wynosiła 21 osób/km² (wśród 1421 gmin Górnej Normandii Carville-Pot-de-Fer plasuje się na 784. miejscu pod względem liczby ludności, natomiast pod względem powierzchni na miejscu 658.).